# Transcriptoma
El transcriptoma es el conjunto de todas las moléculas de ARN (también llamadas transcritos) presentes en una célula o grupo de células en un momento determinado. El término transcriptoma engloba tanto al ARN mensajero (mRNA), que puede traducirse en una proteína, como al ARN no codificante (ncRNA), que no se traduce; sin embargo, en ocasiones se utiliza de manera más laxa para referirse únicamente al conjunto de ARN mensajeros. Dado que diferentes células expresan diferentes genes, cada tejido o tipo celular posee un transcriptoma único y distinto. Uno de los objetivos más importantes de la transcriptómica es identificar qué porción del genoma es transcrito en cada tipo celular y bajo qué condiciones.

## Relación con el genoma y el proteoma
El transcriptoma de una célula está íntimamente vinculado a otros niveles moleculares como el genoma o el proteoma mediante el proceso de expresión genética. Esta relación está descrita en el dogma central de la biología molecular, según el cual el ADN se transcribe como ARN mensajero, el cual se traduce como proteína. Por esta razón, el proteoma de una célula es siempre un subconjunto de su transcriptoma, el cual es a su vez un subconjunto de su genoma. Se estima que solamente el 3% del genoma se transcribe como ARN y solo el 1.2% se traduce como proteína en cada tipo celular.
Cabe destacar que, debido a diversos mecanismos de regulación de la expresión genética (por ejemplo las modificaciones postraduccionales o la proteólisis), el nivel de expresión de un ARN mensajero no siempre concuerda con el de su proteína correspondiente. Por ello, utilizar la transcriptómica para extrapolar los niveles de expresión de un conjunto de proteínas no siempre es adecuado; existen en cambio técnicas que permiten cuantificar la expresión de todas las proteínas en una célula directamente. Estás técnicas forman parte de la proteómica.

## Técnicas empleadas para su análisis
La transcriptómica es el estudio del nivel de expresión de todos los genes transcritos en una célula o tejido. Existe una amplia gama de técnicas utilizadas en transcriptómica, las cuales permiten cuantificar millones de moléculas de ARN al mismo tiempo.  

### Microarreglos

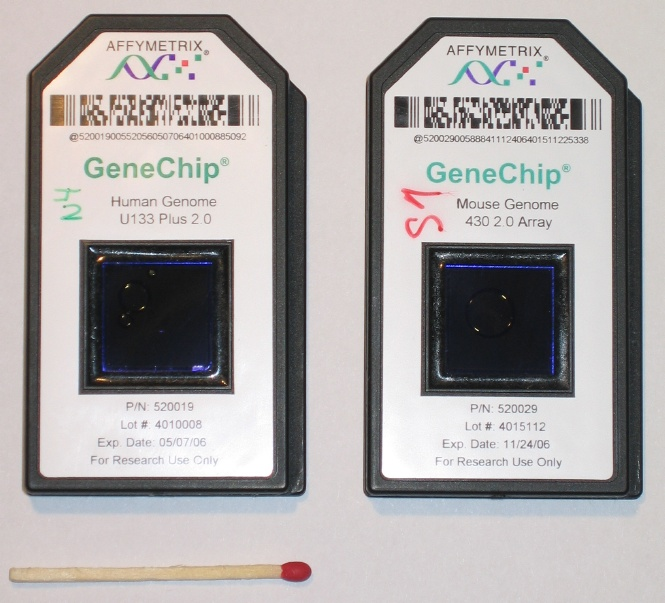
Chip de ADN empleado para detectar expresión de genes de humano (izq.) y de ratón (der.)

Los primeros estudios transcriptómicos se basaron en microarreglos (también llamados chips de ADN): finas láminas de vidrio sobre las cuales se imprimen oligonucleótidos. El ARN que se desea analizar es marcado con un fluoróforo y difundido sobre la superficie del microarreglo, donde hibrida con los oligonucleótidos del chip. La intensidad de fluorescencia en cada punto del microarreglo es proporcional al nivel de expresión de cada gen. Un solo microarreglo comúnmente contiene suficientes oligonulceótidos para representar a todos los genes conocidos; sin embargo, los datos generados con microarreglos no contienen información sobre genes desconocidos. Durante la década de 2010, los microarreglos fueron casi totalmente sustituidos por técnicas basadas en la secuenciación de ADN de nueva generación.  

### Secuenciación de ARN
La técnica más empleada en la actualidad es la secuenciación de ARN (RNA-seq), la cual puede detectar tanto genes conocidos como desconocidos, además de cuantificar su expresión directa y no indirectamente. La secuenciación de ARN comienza con la conversión de las moléculas de ARN a ADN complementario (cDNA) mediante PCR reversa (RT-PCR). El ADN complementario es entonces amplificado para formar una biblioteca de ADN, la cual puede ser secuenciada. El resultado final es una serie de secuencias que pueden ser alineadas al genoma o transcriptoma y después cuantificadas mediante métodos computacionales. Esto permite saber de qué gen proviene cada secuencia y cuántas secuencias le corresponden a cada gen. El número de secuencias alineadas a un gen determinado es proporcional al número de moléculas de ARN provenientes del mismo.

### Secuenciación de ARN de células individuales
Recientes avances tecnológicos en el área de los microfluidos, la citometría de flujo y la biología molecular han permitido separar células individuales y manipularlas en paralelo, una célula a la vez. La secuenciación de ARN de células individuales (scRNA-seq) es una técnica que combina estos métodos de separación con la secuenciación de ARN; con ella es posible cuantificar transcriptomas de cientos o miles de células simultáneamente. Al estudio del transcriptoma a nivel de una sola célula se le denomina transcriptómica de células individuales (del inglés single-cell transcriptomics). 